# Bistum Kericho
Das Bistum Kericho (lat.: Dioecesis Kerichoensis) ist eine in Kenia gelegene römisch-katholische Diözese mit Sitz in Kericho.

## Geschichte
Das Bistum Kericho wurde am 6. Dezember 1995 durch Papst Johannes Paul II. mit der Apostolischen Konstitution Cum ad aeternam aus Gebietsabtretungen des Bistums Nakuru errichtet und dem Erzbistum Nairobi als Suffraganbistum unterstellt.

## Bischöfe von Kericho
- Philip Arnold Subira Anyolo, 1995–2003, dann Bischof von Homa Bay
- Emmanuel Okombo, 2003–2019
- Alfred Kipkoech Arap Rotich, seit 2019